# ムールマンスク (軽巡洋艦・2代)
ムールマンスク(ロシア語:Мурманск)は、ソ連で建造された軽巡洋艦(Легкий крейсер)である。
ロシアの都市ムールマンスクに因む艦名は、第二次世界大戦時にアメリカより貸与されたオマハ級軽巡洋艦ミルウォーキー(USS Milwaukee, CL-5)に命名されていたものから受け継がれた。

## 艦歴

### 建造
ムールマンスクは、68-bis型軽巡洋艦（スヴェルドロフ級巡洋艦）の14番艦として計画された。1953年1月28日にセヴェロドヴィンスクの第402造船工場で起工、9月25日にはソ連海軍に編入された。1955年4月24日には進水、1955年9月22日に竣工した。北方艦隊に配備され、軍艦旗を掲げたのは10月6日であった。

### 活動
1962年2月には、第6ミサイル戦闘艦師団に配属された。1964年10月17日から21日にかけては、ノルウェーのトロンハイムを訪問した。1978年5月10日から14日にかけては、フランスのボルドーを訪問した。
1970年には、ムールマンスクはいくつもの大きな任務を担った。4月8日にスペイン沖で627A型原子力潜水艦K-8が遭難すると、ムールマンスクはこれの救難活動に当たった。73 名の救出に成功したものの艦は沈没、多数の命が失われた。
4月から5月にかけて実施された軍事演習「オケアン」に参加し、北方艦隊の海軍大将セミョーン・ローボフの指揮下、ムールマンスクは北海のソ連艦隊の旗艦を務めた。
この年11月1日から翌1971年7月31日にかけては戦域となっている中東地域に派遣され、消耗戦争に関してイスラエルと休戦したばかりのエジプトに対する軍事的支援を行った。

### 改装
1972年1月28日から1973年11月30日にかけては、セヴァストーポリのセヴモルザヴォートでオーバーホールを受けた。1988年から1989年にかけて実施された改修工事により、ムールマンスクは統制巡洋艦となった。この工事には、2400万ルーブリの費用がかけられた。
しかし、それにも拘らず1989年12月1日には戦列から除外され、コラ半島の停泊地にてモスボール状態に入れられた。その間にソ連は解体し、ムールマンスクもロシア海軍の管轄下に移った。

### 除籍
1992年7月3日には武装解除され海軍より除籍された。艦を解体して売却することにより、海軍は資金を得る予定であった。そのため、12月31日には乗員は解散され、艦は1994年にインドの民間会社へ解体のため売却された。

## その後
除籍されたムールマンスクは、1994年12月、保管されていた停泊地よりインドに向けて曳航された。しかし、その途中で曳航索が切れ漂流、同年12月25日、ノルウェーのフィンマルク県ハスヴィクにあるSørøya島西端、Sørvær村の北西にあるGåsholmen島北東に座礁しているのが地元の漁師と住民により発見された。ムールマンスクは右舷側に横転し、完全に横倒しとなっていた。復旧作業が行われ、横転状態からは回復したが、曳航に失敗し、その場に放棄された。

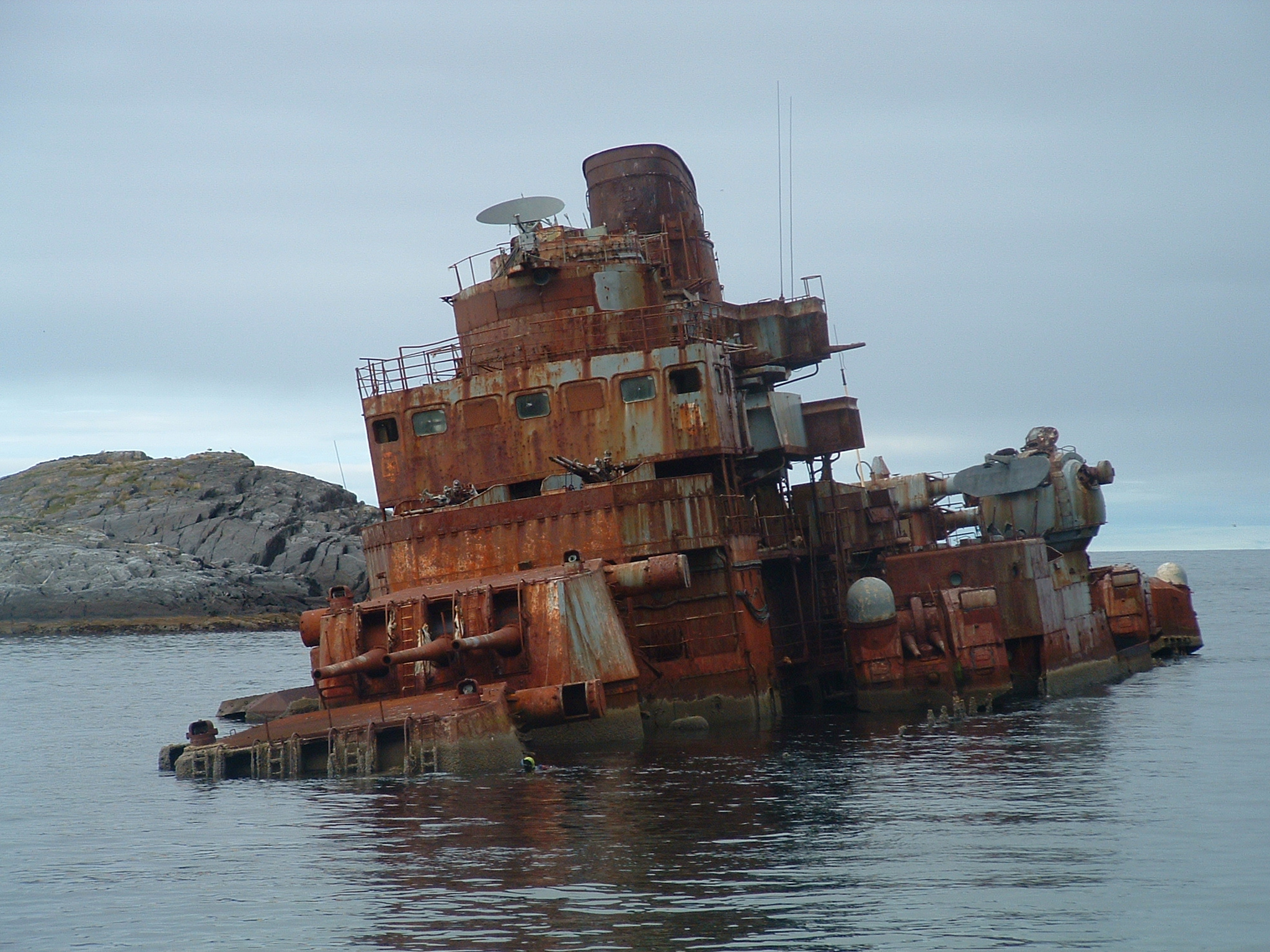
Sørøya島沿岸に座礁し放棄されていた状態のムールマンスク
画面左側後方の島がGåsholmen島
（2002年1月の撮影）

以後、放棄されたムールマンスクは、ノルウェー当局により危険であるとされて原則として立ち入りは禁止されていたものの、特に厳しい接近・立ち入り禁止規制は行われず、以後、環境汚染の恐れが指摘されながらもちょっとした観光スポットとなった。ロシア人観光客が無断で乗艦し、艦にロシア海軍軍艦旗やロシア国旗を掲げる、というトラブルが複数回起きたため、立ち入り禁止規制を厳格化することが検討されたが、有人による常駐監視が難しいため、厳格な立ち入り禁止規制が行われることはなかった。
その後、年々浸水が進み、激しく錆びつきつつも2000年代に入っても上部構造がまだ水上から確認できる状態で残存していたが、2009年には撤去計画の資金の目処が付き、座礁地点の水深が浅すぎて浮揚できたとしても曳航は不可能と判断されたために、Sørøya島とGåsholmen島を繋ぐ形で周囲に防波堤を作って隔離した後に水を抜き、乾ドックの状態として解体撤去する工法が採用された。2012年4月には周囲の乾ドック化が開始され、同年夏に乾ドック化が完成、解体作業は12月にはほぼ終了し、2013年までに撤去が完了した。
ムールマンスク自体は完全に撤去されたが、乾ドック化に伴って埋め立てられた浅瀬が2015年現在でも部分的に水上に残っており、往時を窺うことができる。